# Who Can See It
«Who Can See It» es una canción del músico británico George Harrison, publicada en su álbum de estudio Living in the Material World (1973). La letra refleja los sentimientos contradictorios de Harrison con respecto al legado de The Beatles, tres años después de la separación del grupo, así como su propia percepción del estatus que tenía dentro de la formación. Críticos musicales y biógrafos sugieren que Harrison escribió «Who Can See It» durante un periodo de angustia personal, en reacción al nivel de reconocimiento que había logrado tras publicar su primer álbum en solitario, All Things Must Pass (1970) y tras organizar The Concert for Bangladesh, el primer concierto benéfico de la historia del rock. La naturaleza reveladora de la letra permitió establecer comparaciones entre el álbum Living in the Material World y el primer disco de estudio de John Lennon, Plastic Ono Band (1970).
Descrita como una balada dramática en el estilo de Roy Orbison, la grabación de «Who Can See It» incluye orquestación de John Barham y un coro, así como la participación de músicos como Nicky Hopkins, Klaus Voormann y Jim Keltner. Críticos musicales que reseñaron el disco describieron «Who Can See It» como «una obra maestra dolorosa y nostálgica» y un «estamento inequívoco» de la identidad de Harrison. Harrison tocó la canción durante su gira norteamericana en 1974 con Ravi Shankar. 

## Personal
- George Harrison: voz y guitarra
- Nicky Hopkins: piano
- Gary Wright: órgano
- Klaus Voormann: bajo
- Jim Keltner: batería
- John Barham: orquestación